# 金沢市立緑中学校
金沢市立緑中学校（かなざわしりつ みどりちゅうがっこう、英語: Kanazawa Municipal Midori Junior High School）は、石川県金沢市みどり2丁目に所在する公立中学校。みどり団地の最寄りにある。

## 沿革
《主要な出典：》
- 1978年（昭和53年）4月 - みどり団地完成。
- 1980年（昭和55年）11月7日 - 新校舎建築起工式。
- 1981年（昭和56年）12月23日 - 校名・校章制定。
- 1982年（昭和57年）
  - 1月1日 - 緑中学校設置。
  - 1月18日 - 緑中学校標準服制定。
  - 4月1日 - 金石中学校から二塚地区、西南部中学校から安原・みどり校区を分離して金沢市立緑中学校創立。
  - 7月10日 - 校旗樹立。
  - 7月12日 - 校歌制定。
  - 7月17日 - プール完成。
  - 10月9日 - 竣工式挙行、この日を創立記念日と決定。
- 1992年（平成04年）10月9日 - 創立10周年記念式挙行。
- 1997年（平成09年）8月31日 - 特殊学級完成。
- 1999年（平成11年）9月16日 - 学校給食開始。
- 2002年（平成14年）
  - 9月2日 - 運動場改修工事完了。
  - 10月4日 - 創立20周年記念式挙行。
- 2007年（平成19年）9月28日 - 校舎耐震補強工事完了（2005年から3期にわたって実施）。
- 2010年（平成22年）4月1日 - 金沢市小中一貫教育モデル事業実施校指定（3か年度）。
- 2012年（平成24年）10月5日 - 創立30周年記念式挙行。

## 通学区域
緑小学校通学町、安原小学校通学町

## 周辺

### 文教関係
- 金沢市立緑小学校
- 金沢龍谷高等学校・中等部